# Lipovitan

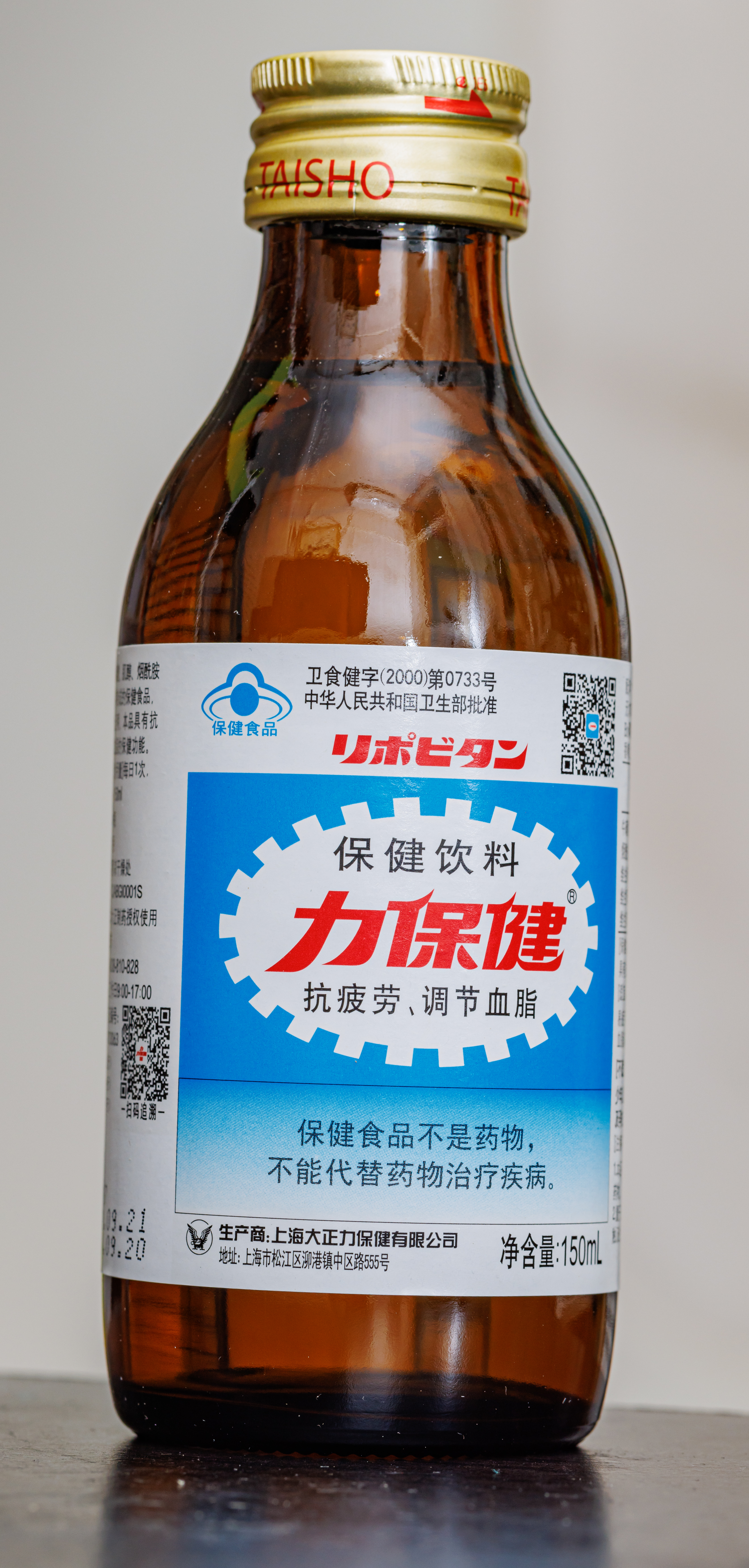
Lipovitan

Il Lipovitan (in forma abbreviata Livita o, in Thailandia, Livo) è una bevanda energetica in licenza della società farmaceutica giapponese Taisho Pharmaceutical Co., Ltd. (大正製薬株式会社"Taishō Seiyaku Kabushiki-gaisha").
Lipovitan-D, M-150 e altri marchi sono propaggini di Lipovitan che esisteva già negli anni '60. Lipovitan è commercializzato con il nome di Libogen nei paesi di lingua inglese.
In Asia orientale è comunemente venduto in bottiglie color ambra da 100 ml. Il liquido ha una tonalità giallastra ed è commercializzato come un potenziatore delle prestazioni fisiche e mentali. Il principale ingrediente attivo è la taurina, il cui effetto stimolante è rafforzato dal contenuto di caffeina. Esiste una famiglia completa di prodotti chiamata Lipovitan in Giappone. Varianti più forti come Lipovitan D Super o Lipovitan-D Plus (in Thailandia) superano decisamente il contenuto degli ingredienti di una Red Bull con ad 2000 mg di taurina e 300 mg di arginina per 100 ml.
Le autorità sanitarie di vari paesi mettono in guardia contro l'assunzione di questi prodotti più forti. L'avvertimento riguarda non solo la nocività dell'altissimo contenuto di zucchero, ma anche il pericolo che l'effetto stimolante possa portare alla morte nei pazienti cardiovascolari. I prodotti estremamente forti sono quindi già stati vietati in Thailandia.

## Ingredienti
Quantità per 100 ml:
- Zucchero: 18 g
- Taurina: 1 g
- Acido citrico: 0,5 g
- Glucuronolattone: 0,4 g
- Caffeina: 50 mg
- Inositolo: 50 mg
- Niacinamide: 20 mg
- Pantotenolo: 5 mg
- Piridossina cloridrato: 5 mg
- Cianocobalamina: 0,05 mg